# Liste antiker Ortsnamen und geographischer Bezeichnungen/Og
| Lateinischer Name | Griechischer Name | Beschreibung                                                                | Heute | Quellen und Verweise | Lage |
| ----------------- | ----------------- | --------------------------------------------------------------------------- | ----- | -------------------- | ---- |
| Ogdaemhi          |                   |                                                                             |       | Smith;               |      |
| Oglasa            |                   |                                                                             |       | Smith;               |      |
| Ogygia            | Ὠγυγίη (Ōgygiē)   | sagenhafte Insel, Heimat der Nymphe Kalypso und Aufenthaltsort des Odysseus |       | Smith;               |      |
| Ogyris            |                   |                                                                             |       | Smith;               |      |